# Allal Ben Kassou
Allal Ben Kassou   (Rabat, 30 de novembre de 1941 - Rabat, 29 d'octubre de 2013) fou un futbolista marroquí de la dècada de 1960.
Fou internacional amb la selecció del Marroc amb la qual participà en la Copa del Món de futbol de 1970.
Pel que fa a clubs, destacà a FAR Rabat.